# Camille Fauroux
Pour les articles homonymes, voir Fauroux (homonymie).
Camille Fauroux est une historienne française. Elle s’intéresse à l’histoire du travail, des sexualités et des femmes des classes populaires en Europe au XXe siècle.

## Biographie
En 2008 et 2009, Camille Fauroux effectue son master d'histoire à l'École des hautes études en sciences sociales, à Paris. Ses recherches portent sur le parcours de 1018 femmes qui sont parties de France pour travailler en Allemagne nazie pendant la Seconde Guerre mondiale. En 2009, Camille Fauroux est reçue à l'agrégation d'histoire à l'Université Panthéon Sorbonne.
En 2016, elle soutient sous la direction de Laura Lee Downs la thèse intitulée Les travailleuses civiles de France : des femmes dans la production de guerre de l'Allemagne national-socialiste (1940-1945).
Depuis 2020, Camille Fauroux est maîtresse de conférences à l’université Toulouse-Jean-Jaurès.

## Travaux de recherche
En 2020, la thèse de Camille Fauroux fait l'objet d'une publication. Elle révèle les silences de l'histoire qui a occulté les 80 000 Françaises qui sont parties travailler dans l’industrie de guerre allemande pendant la Seconde Guerre mondiale. L'Allemagne impose le Service du travail obligatoire aux hommes et aux femmes. Le régime de Vichy le restreint aux hommes. Les Allemands mettent alors en place des mesures pour inciter les Françaises à venir travailler en Allemagne : salaires avantageux, prime de départ et un demi-salaire versé à la famille tout le temps du contrat de la travailleuse. Pour son étude, Camille Fauroux a recours aux archives françaises et allemandes et aux sources orales. En France, il existe quelques documents d'archives du ministère chargé du rapatriement. Camille Fauroux étudie les parcours individuels de 1008 femmes à la Division des archives des victimes des conflits contemporains à Caen. Elle accède également aux archives d’usines de l’industrie électrique à Berlin qui prenaient en charge les travailleuses (travail, logement, nourriture). Elle consulte les dossiers judiciaires à Berlin qui font état de liens entre les femmes françaises et les prisonniers de guerre, dont elles pouvaient faciliter l'évasion. Camille Fauroux décrit les conditions de vie et d'hébergement dans les camps. Elle traite des rapports amoureux, des maternités et des pouponnières de l'entreprise qui prennent en charge les enfants.

## Publications
- Produire la guerre, produire le genre. Des Françaises au travail dans l'Allemagne nationale-socialiste, 1940-1945, Paris, Éditions de l'EHESS, 2020, 306 p. (ISBN 978-2-7132-2860-5)

## Prix
- prix annuel de la thèse du Groupement d’intérêt scientifique « Genre » du CNRS, 2017
- prix Augustin-Thierry, Rendez-vous de l'histoire, Blois, 2021[7]